# Moolooïta
La moolooïta és un mineral de la classe dels compostos orgànics. Rep el seu nom de la seva localitat tipus, Mooloo Downs Station, a Austràlia.

## Característiques
La moolooïta és una substància orgànica de fórmula química Cu(C₂O₄)·0,4H₂O. Cristal·litza en el sistema ortoròmbic. Podria tractar-se d'un biomineral format per l'acció de líquens (Acarospora rugulosa, Lecidea inops, Lecidea lactea) que creixen a les roques cupríferes.
Segons la classificació de Nickel-Strunz, la moolooïta pertany a «10.AB - Sals d'àcids orgànics: oxalats» juntament amb els següents minerals: humboldtina, lindbergita, gluixinskita, stepanovita, minguzzita, wheatleyita, zhemchuzhnikovita, weddel·lita, whewel·lita, caoxita, oxammita, natroxalat, coskrenita-(Ce), levinsonita-(Y), zugshunstita-(Ce) i novgorodovaïta.

## Formació i jaciments
Va ser descoberta a Mooloo Downs Station, a Shire of Upper Gascoyne, Austràlia Occidental (Austràlia). També ha estat descrita a França, Alemanya, Itàlia, el Kazakhstan, Noruega, Turkmenistan i als Estats Units.